# Archidiocèse de Tlalnepantla
L'archidiocèse de Tlalnepantla (en latin : Archidioecesis Tlalnepantlana ; en espagnol : Arquidiócesis de Tlalnepantla) est un archidiocèse métropolitain de l'Église catholique du Mexique.

## Territoire

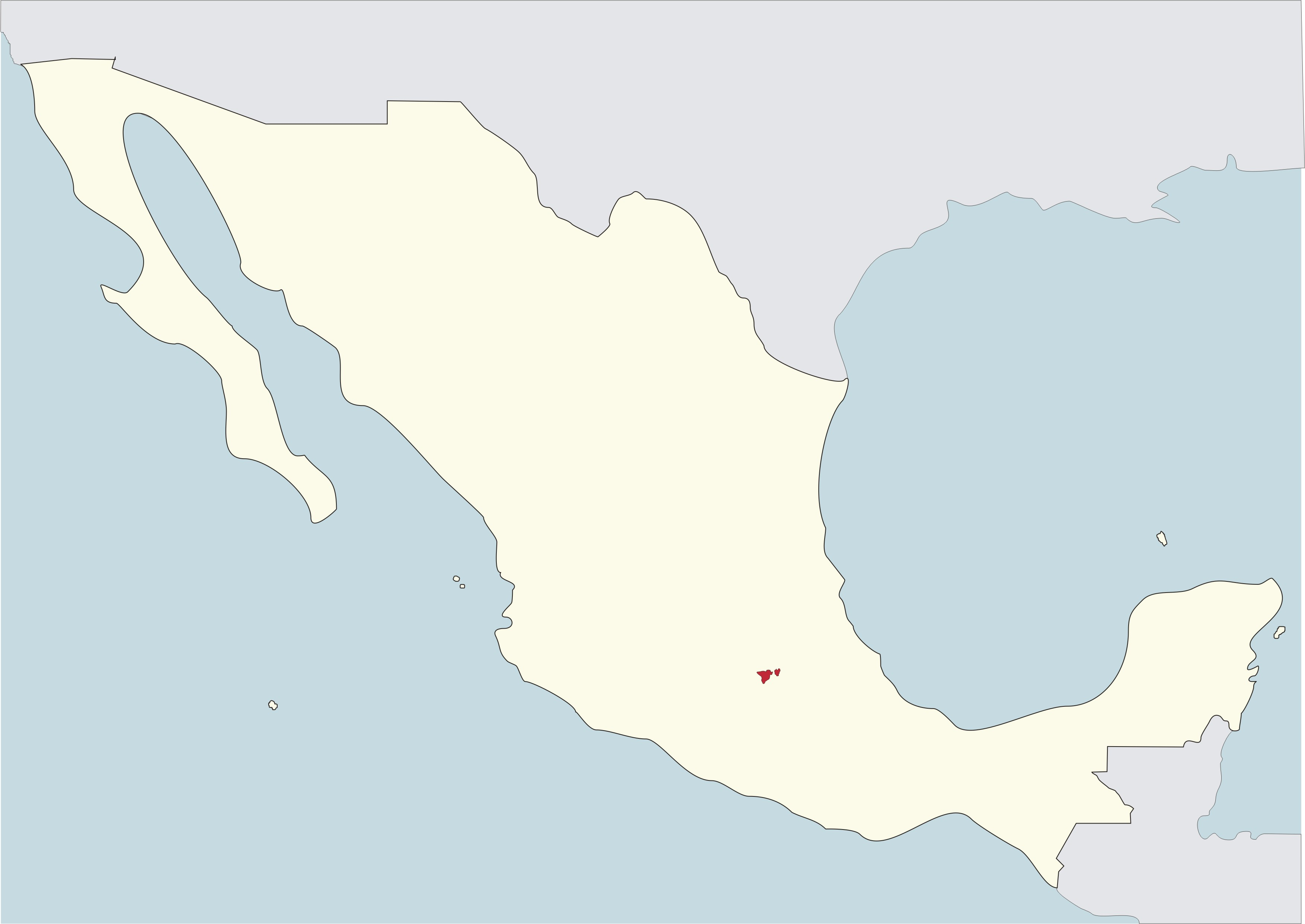
Archidiocèse de Tlalnepantla en rouge sur la carte du Mexique

Il comprend les municipalités d'Atizapán de Zaragoza, Huixquilucan de Degollado, Isidro Fabela, Naucalpan de Juárez, Jilotzingo et Tlalnepantla de Baz de l'État de Mexico.
Son territoire possède un territoire d'une superficie de 682 km2 divisé en 203 paroisses. Le siège archiépiscopal est dans la ville de Tlalnepantla où se trouve la cathédrale du Corpus Christi (es).

## Historique
Le diocèse de Tlalnepantla est érigé le 13 janvier 1964 par la constitution apostolique Aliam ex aliis du pape Paul VI en prenant une partie du territoire du diocèse de Texcoco et de l'archidiocèse de Mexico dont Tlalnepantla devient suffragant.
Par la lettre apostolique Invictum Christi du 14 juin 1967, le pape Paul VI proclame saint Philippe de Jésus  patron principal du diocèse.
Il cède une portion de territoire le 5 février 1979 pour l'érection du diocèse de Cuautitlán.
Le 17 juin 1989, il est élevé au rang d'archidiocèse métropolitain par la constitution apostolique Quoniam ut plane du pape Jean-Paul II avec les diocèses de Cuautitlán, Texcoco et Nezahualcóyotl comme suffragants.
Par la lettre apostolique Quandoquidem duos du 3 septembre 1991, le pape Jean-Paul II confirme que la Vierge Marie, vénérée sous le vocable de Notre-Dame des Remèdes est la patronne principale de l'archidiocèse.
Il cède une autre portion de territoire le 28 juin 1995 pour la création du diocèse d'Ecatepec.

## Évêques et archevêques
évêques
- Felipe de Jesús Cueto González, O.F.M (13 janvier 1964 - 28 mai 1979)
- Adolfo Antonio Suárez Rivera (8 mai 1980 - 8 novembre 1983), nommé archevêque de Monterrey
- Manuel Pérez-Gil y González (30 mars 1984 - 17 juin 1989)

archevêques
- Manuel Pérez-Gil y González (17 juin 1989 - 14 février 1996)
- Ricardo Guízar Díaz (14 août 1996 - 5 février 2009)
- Carlos Aguiar Retes (5 février 2009 - 7 décembre 2017), nommé archevêque de Mexico
- José Antonio Fernández Hurtado, depuis le 25 janvier 2019